# Pasynki (powiat białostocki)
Pasynki – wieś w Polsce położona w województwie podlaskim, w powiecie białostockim, w gminie Zabłudów.
Wieś magnacka hrabstwa zabłudowskiego położona była w końcu XVIII wieku  w powiecie grodzieńskim województwa trockiego Wielkiego Księstwa Litewskiego. 
W 1921 roku wieś liczyła 47 domów i 220 mieszkańców, w tym 115 katolików i 105 prawosławnych.
W latach 1975–1998 miejscowość należała administracyjnie do województwa białostockiego.
Siedzibą parafii zarówno dla katolickich jak i prawosławnych mieszkańców wsi jest pobliski Zabłudów i przynależą oni do: parafii św. Apostołów Piotra i Pawła oraz parafii Zaśnięcia Najświętszej Maryi Panny.
Wieś w 2021 roku zamieszkiwało 105 osób.